# Spákonufell (berg)
Spákonufell är ett berg i republiken Island.   Det ligger i regionen Norðurland vestra, i den nordvästra delen av landet, 200 km norr om huvudstaden Reykjavík. Toppen på Spákonufell är 53 meter över havet.
Terrängen runt Spákonufell är huvudsakligen kuperad, men åt nordväst är den platt. Havet är nära Spákonufell västerut.  Trakten runt Spákonufell är nära nog obefolkad, med mindre än två invånare per kvadratkilometer. Närmaste större samhälle är Blönduós, 18,8 km söder om Spákonufell. Trakten runt Spákonufell består i huvudsak av gräsmarker.